# 宿毛郵便局
宿毛郵便局（すくもゆうびんきょく）は、高知県宿毛市にある郵便局。民営化前の分類では集配普通郵便局であった。

## 概要
住所：〒788-8799 高知県宿毛市中央2-8-27
民営化直前の集配業務再編において、多くの集配普通郵便局は統括センターとなったが、当局は配達センターとされたため、民営化後も郵便事業株式会社の支店は併設されず、集配センターが併設された。

## 沿革
- 1872年9月3日（明治5年8月1日） - 宿毛郵便取扱所として開設[1]。
- 1875年（明治8年）1月1日 - 宿毛郵便局（五等）となる。
- 1881年（明治14年） - 為替取扱を開始。
- 1882年（明治15年） - 貯金取扱を開始。
- 1893年（明治26年）3月16日 - 宿毛郵便電信局となる。
- 1903年（明治36年）4月1日 - 通信官署官制の施行に伴い宿毛郵便局となる。
- 1952年（昭和27年）2月1日 - 電気通信業務を、新設の宿毛電報電話局に移管[2]。
- 1956年（昭和31年）10月1日 - 電話通話および和文電報受付事務の取扱を開始。
- 1966年（昭和41年）3月1日 - 特定郵便局から普通郵便局に局種別改定されるとともに、片島郵便局から集配業務を移管。
- 1987年（昭和62年）2月16日 - 橋上郵便局から集配業務を移管。
- 1990年（平成2年）10月1日 - 宿毛市本町から同市土居下へ移転[3]
- 1999年（平成11年） - 外国通貨の両替および旅行小切手の売買に関する業務取扱を開始。
- 2003年（平成15年）10月27日 - 小筑紫郵便局から集配業務の全部を、また有岡郵便局から集配業務の一部[4]を移管[5]。
- 2006年（平成18年）9月11日 - 母島郵便局から集配業務を移管[6]。
- 2007年（平成19年）10月1日 - 民営化に伴い、併設された郵便事業土佐中村支店宿毛集配センターに一部業務を移管。
- 2012年（平成24年）10月1日 - 日本郵便株式会社発足に伴い、郵便事業土佐中村支店宿毛集配センターを宿毛郵便局に統合。

## 取扱内容
- 郵便、印紙、ゆうパック、内容証明
- 貯金、為替、振替、振込、国際送金、国債、投資信託
- 生命保険、バイク自賠責保険、自動車保険
- ゆうちょ銀行ATM（管轄はゆうちょ銀行松山支店）
- 宿毛市内全域の集配業務

## 周辺
- 宿毛市役所
- 宿毛市立宿毛小学校
- 宿毛市立宿毛文教センター
- 国道56号
- 松田川

## アクセス
- 土佐くろしお鉄道宿毛線 東宿毛駅から徒歩約10分
- 高知西南交通バス 宿毛文教センター停留所下車
- 駐車場あり：5台